# Université du Tennessee

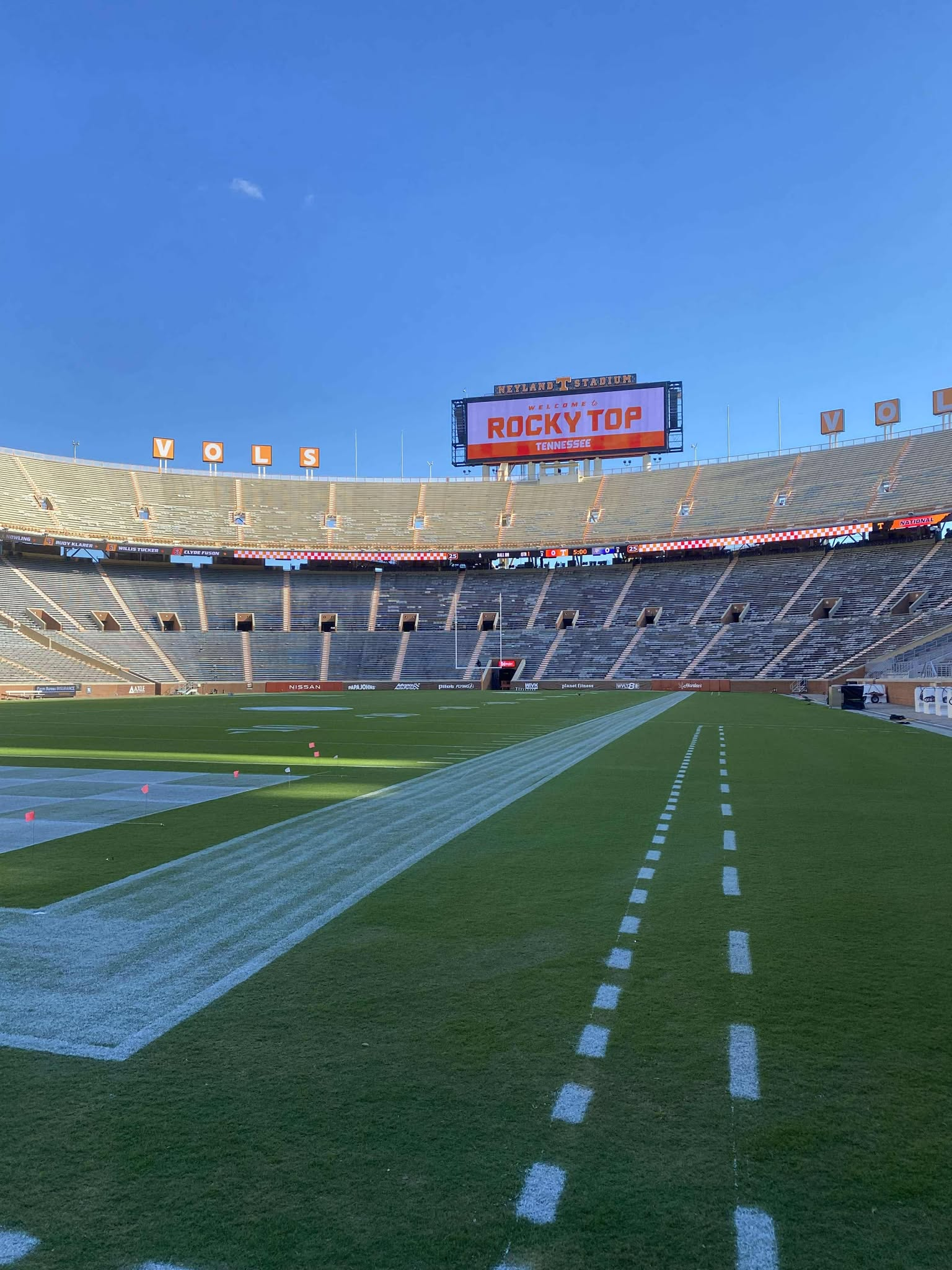
Photo stade de l'université du Tennessee

Ne doit pas être confondu avec Université du Tennessee à Chattanooga.
L'université du Tennessee, en anglais : The University of Tennessee, également appelée The University of Tennessee, Knoxville - UT Knoxville - UTK ou UT, est une université américaine de recherche publique qui se trouve à Knoxville dans le Tennessee. Fondée en 1794, deux ans avant que le Tennessee ne devienne le 16e État, c'est le campus phare du système universitaire du Tennessee (en), avec dix collèges de premier cycle et onze collèges de deuxième cycle.  Elle accueille près de 28 000 étudiants de 50 États différents et de plus de 100 pays étrangers.  Dans son classement 2019 des universités, l'U.S. News & World Report a classé l'université du Tennessee,  115e parmi toutes les universités nationales et 52e parmi les institutions publiques d'enseignement supérieur.
Les Volunteers du Tennessee représentent sportivement l'université.